# Dominique Mathieu
Pour les articles homonymes, voir Mathieu (patronyme).
Dominique Mathieu, né en 1970 à la Croix-Rousse (France), est un designer français. Il vit et travaille à Saint-Ouen (France).

## Biographie
En 2000, Dominique Mathieu fut l'un des premiers designers d'objets à être pensionnaire à la Villa Médicis à Rome. En 2007, il affirme une orientation très engagée sur des questions politiques, sociales et écologiques. Dans son parcours, il distingue trois phases. L’acte initial (Acte 1, 1995-2007) est caractérisé par une logique de design expérimental, conjugué avec une production de type industriel.
Le deuxième (Acte 2, 2008-2014) est conditionné par la prise de conscience manifestée lors de l’exposition Fracture sociale (2007, Galerie Mica, Rennes), les collaborations avec l’association Libre Art Bitre (Rennes) et une résidence sur plusieurs années au CAC Brétigny, centre d’art pour lequel il organise plusieurs workshops, conçoit des installations et de nombreux projets (vitrines, tables, assises, présentoirs, rangements, aménagement du bureau) à vocation pérenne et en harmonie avec les usages du lieu.
Le troisième et ultime acte est inauguré avec l’exposition Acte 3 que lui consacre la galerie Salle Principale en 2015, au travers d’objets, des références au champ théorique, des prises de position via des supports textuels et visuels. Il poursuivre ainsi les logiques initiées notamment à Brétigny, avec un soin particulier porté à la déontologie des conditions de production, qu’il souhaite orienter en direction d’une résonance avec l’environnement naturel. 
Dominique Mathieu est représenté par la galerie Salle Principale à Paris.

## Expositions

### Expositions personnelles
- Ripostes, BBB centre d'art, Toulouse, France, 2019[4]
- Panoplies, Salle Principale, Paris, France, 2019
- Actes, BBB centre d'art, Toulouse, France, 2019[5]
- Green is the new red, Salle Principale, Paris, France, 2017[6]
- Acte 3 - A l'orée des choses, Salle Principale, Paris, France, 2015
- Barricade Bistanclaque, CAC Brétigny, Brétigny-sur- Orge, France, 2009[7]
- Fracture sociale, galerie Mica, Rennes, France, 2007
- CAC Brétigny, Brétigny-sur- Orge, France, 2005
- Dominique Mathieu, depuis le début, FR66, Paris, France, 2003
- Espace « Q », Milan, Italie, 2001
- Préliminaires, galerie Française, Rome, Italie, 2001
- galerie Chez Valentin pour la galerie Kreo, Paris, France, 2000

### Expositions collectives
- Occupations, Salle Principale, Paris, France, 2019
- Foire Art-O-Rama stand Salle Principale, Hangar J1 quai de la Joliette, Marseille, France, 2018
- salon MAD#4 stand Salle Principale, Monnaie de Paris, Paris, France, 2018
- Orientation, Salle Principale, Paris, France, 2017
- L'écart absolu, Le Quadrilatère, Beauvais, France, 2017
- Foire GALERISTES stand Salle Principale, Carreau du Temple, Paris, France, 2016
- la fabrique du hasard - sérigraphies, Synesthésie, Saint-Denis, France, 2016
- Salon MAD#2 stand Salle Principale, Maison rouge, Paris, France, 2016
- D'une main invisible, Salle Principale, Paris, France, 2015
- les oracles du design, Gaîté-Lyrique, Paris, France, 2015[8]
- Barricade, semaine des arts, Université Paris 8, Saint Denis, France, 2014
- Art Design Lab, Grand Palais, Paris, France, 2014
- Tiger's Mind : reiterated, CAC Brétigny, Brétigny-sur-Orge, France, 2013
- Conversation, FR66, Paris, France, 2011
- Post-, LibreArtBitre, Rennes, France, 2011
- Contribution, Libre Art Bitre, Rennes, France, 2010
- VIA design 3.0, Centre Georges Pompidou, Paris, France, 2010
- Ergonomies, galerie Mica, Rennes, France, 2010
- Design à la cour, Château de Fontainebleau, Fontainebleau, France, 2009[9]
- Valeurs Refuges, Libre Art Bitre, Rennes, France, 2009
- Hyperlocal, galerie DMA, Rennes, France, 2009
- Cent/100, galerie Defrost, Paris, France, 2009
- Galerie Semiose, Paris, France, 2009
- Biennale internationale du design de Saint-Étienne, Saint-Etienne, France, 2008
- Amorce, galerie Mica, Rennes, France, 2008
- Pause !, galerie Mica, Rennes, France, 2008
- DMA, Designers block, Londres, Royaume-Uni, 2006
- DMA, espace Modem, Paris, France, 2006
- Propositions lumineuses, galerie Alain Gutharc, Paris, France, 2006
- Superflux, Lyon, France, 2005
- DMA, Experimenta Lisbonne, Lisbonne, Portugal, 2005
- DMA, Villedieu- les-Poêles, France, 2005
- Design en stock collections du FNAC, Palais de la Porte Dorée, Paris, France, 2004
- + Infini, Morlaix, France, 2004
- Savon & chocolat, Marseille, France, 2003
- Designer’s days, Zanotta, État de sièges, Paris, France, 2003
- Galerie du VIA, labels VIA, Paris, France, 2003
- Tutto normale, Villa Medicis, Rome, Italie, 2002
- Biennale internationale du design de Saint-Étienne, stand galerie Kreo, Paris, France, 2000
- Des arts plastiques... à la mode, Christie's, Paris, France, 2000
- L'air de rien, Louvier, France, 2000
- des corps mobiles, Carrousel du Louvre, Paris, France, 1999
- Biennale internationale du design de Saint-Étienne, Saint Etienne, France, 1998
- Salon Intérieur 98, Courtrai, France, 1998
- Fondation Cartier, soirée nomade, Paris, France, 1998
- Ara di diogene galerie, Milan, Italie, 1997
- Variazioni sul comfort dell’uomo, Centre culturel français de Milan, Milan, Italie, 1997
- Design français : l'art du mobilier 1986 1996, Boulogne, Paris, France, 1997
- Centre Georges Pompidou made in France, Paris, France, 1997
- Rémanence, galerie du VIA, Paris, France, 1997
- Salon du meuble de Paris, stand du VIA, Homo domus, Paris, France, 1997
- Salon Intérieur, lampe Pogn, Courtrai, Belgique, 1996
- galerie du VIA, appels permanents, Paris, France, 1996
- Espace Cardin, prix de la presse internationale du meuble contemporain, Paris, France, 1996
- Salon du meuble de Paris, la maison des 5 sens du VIA, Paris, France, 1996

## Collections
- Collection du C.N.A.P. Centre national des arts plastiques, Barricade, Salle Principale, Paris, France, 2019
- Collection du C.N.A.P. Centre national des arts plastiques, Bistanclaque, Salle Principale, Paris, France, 2016
- Collection du Domaine Départemental de Chamarande, Psyché, édition Mica, Chamarande, France, 2009
- Collection du C.N.A.P. Centre national des arts plastiques, Démocratie?, édition FR66, Paris, France, 2007
- Collection du C.N.A.P. Centre national des arts plastiques, contenants en cire synthétique, auto-édition, Paris, France, 2003
- Collection du C.N.A.P. Centre national des arts plastiques guéridon Le clou et Lampadaire IP40, Paris, France, 1999
- Collection du Centre Pompidou Paris, bureau Stella, Paris, France, 1996